# 反泡泡

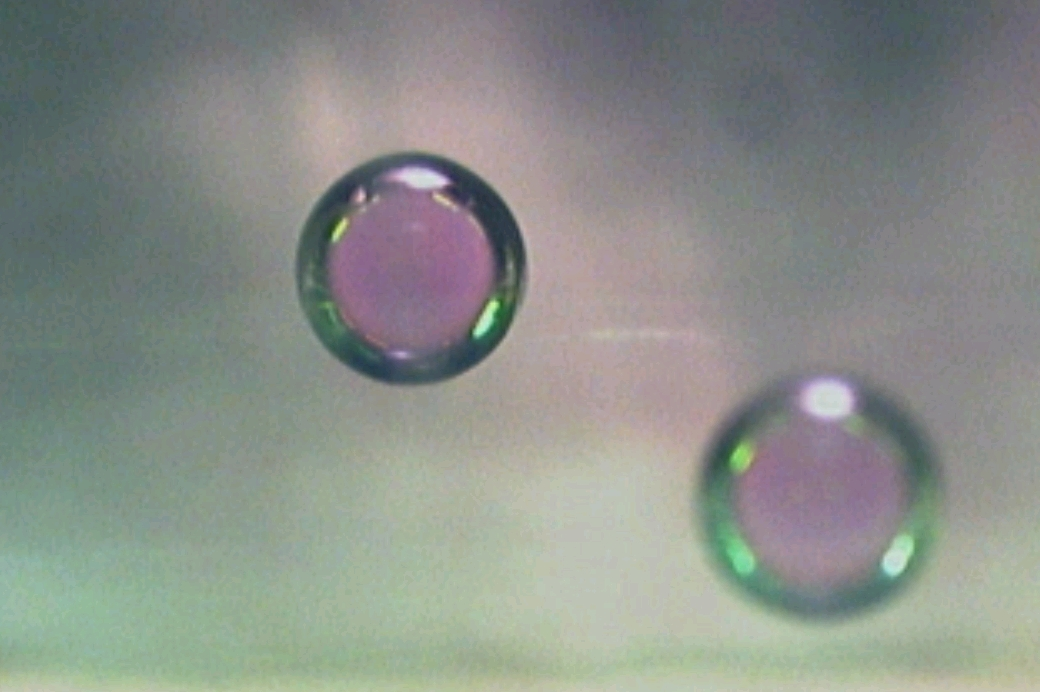
被空氣包裹的肥皂水形成了反泡泡

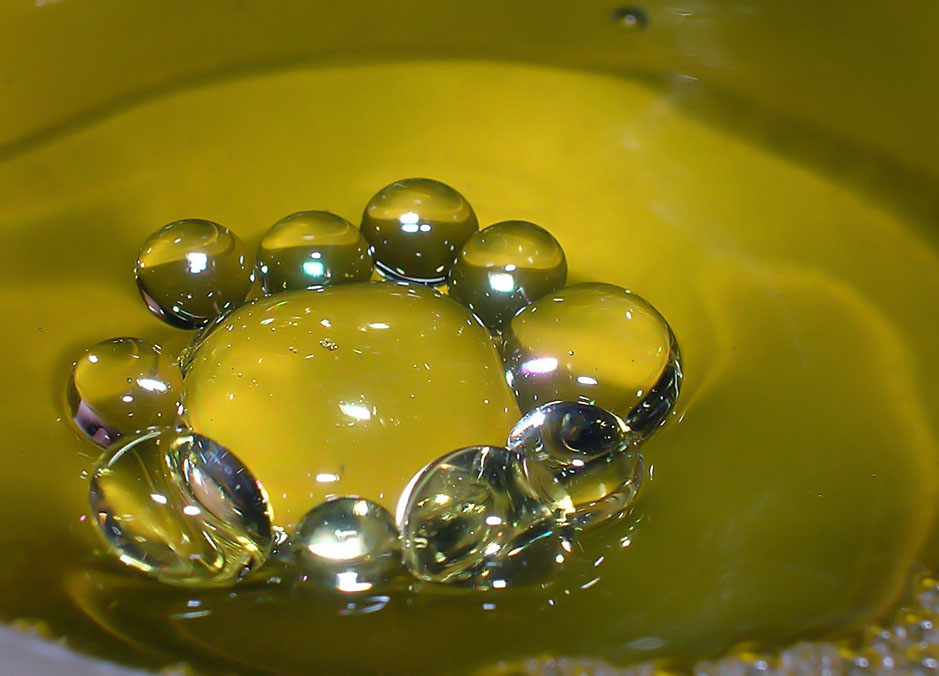
於肥皂水表面形成的反泡泡

反泡泡是由空氣薄膜圍繞的液滴， 和由球形的液體包圍空氣的空氣泡沫相反。當液滴流動在相同的液體或另一種液體的表面，或直接浸入於液體時，會形成反泡泡。它們可以穿過液體的表面。在穿过水表面时，它們也被稱為水球。反泡泡也可以完全浸入液體之中。

## 空氣泡與反泡泡間的差異

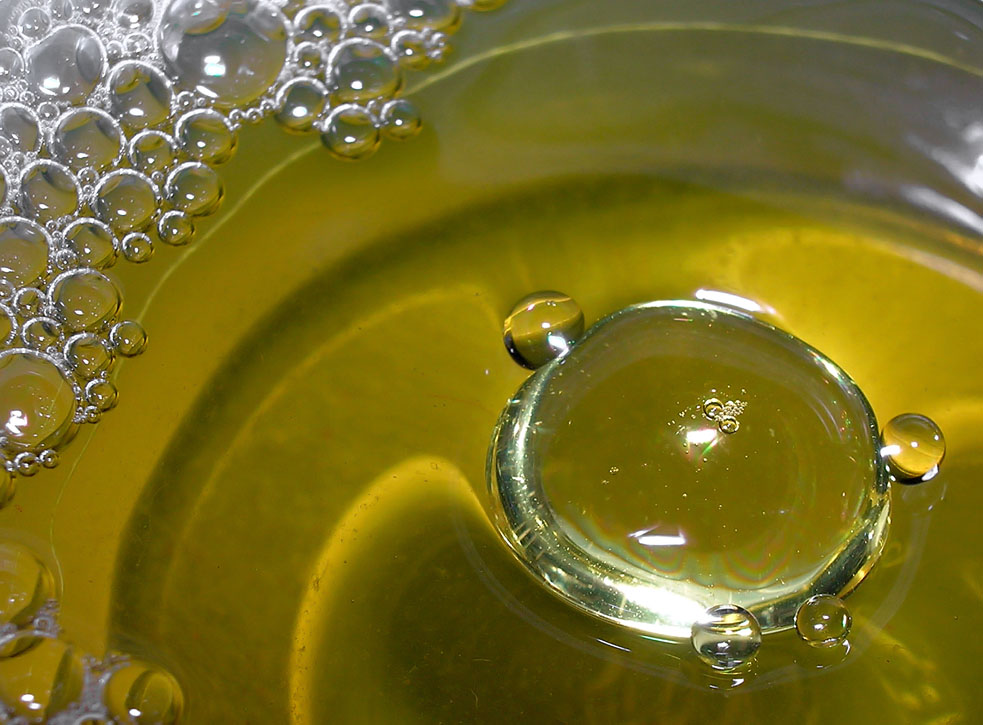
三種不同泡沫的比較：水面上的普通泡沫， 水面上的反泡泡， 以及反泡泡中的空氣泡。

反泡泡和空氣泡的性質不同，有三种方法可以将二者加以区分:
- 反泡泡透過表面張力保持在同一個位置，並於水面上快速移動。 反泡泡的移動方式可以被看作是以類似於撞球的方式將水面上的其他物體，如泡沫，從容器的側面沖走。[6][7]
- 在一般情況下，反泡泡只能存在很短一段時間。以肥皂水製成的空氣泡可以持續數分鐘，而反泡泡则通常只能维持幾秒或更短的時間[6]。然而，如果反泡泡內部和外部液體之間的電位相等，則可以使反泡泡的持續時間空氣泡相同甚至更久。通過在反泡泡的空氣與水的界面吸附膠體顆粒，人们也能制造出持續十小時的反泡泡。[8]
- 反泡泡與空氣泡折射光線的方式不同。因為它們是水滴，所以進入它們的光線折射回光源的方式與彩虹相同。 也因為這種折射，反泡泡具有明亮的外觀。

## 反泡泡的潛在用途
如果可以使反泡泡穩定，則可以使用它來形成持久的泡沫，也就是“反泡沫”。反泡沫可用作潤滑劑，而反泡沫的空氣薄膜也可用来过滤空氣或其他氣體。
反泡泡本身亦可用於化學相关工业，例如從煙囪中去除污染物。人们还可以用另一種液體代替反泡泡中的空氣薄膜，透過在藥物周圍產生液體聚合物，将反泡泡用於藥物運輸。紫外線固化聚合物可將產生藥物填充在膠囊中。

## 維持時間
通过振動反泡泡下方的水，水面反泡泡的維持時間可無限期延長。这种现象被稱為“步行泡泡”，是一种量子力學的行為模型。

### 引用
1. ↑  . antibubble.com.   [2017-05-03]. （原始内容存档于2018-04-25） （英语）.
2. ↑  . www.antibubble.org.   [2017-05-03]. （原始内容存档于2017-04-26） （英语）.
3. ↑  Dorbolo S, Caps H, Vandewalle N. . New Journal of Physics. 2003, 5 (Dec. 22): 161. Bibcode:2003NJPh....5..161D. doi:10.1088/1367-2630/5/1/161 （英语）.
4. ↑  Kim PG, Stone HA. . Europhysics Letters. 2008, 83 (5): 54001. Bibcode:2008EL.....8354001K. doi:10.1209/0295-5075/83/54001 （英语）.
5. ↑  .   [2017-04-30]. （原始内容存档于2017-04-29） （英语）.
6. 1 2  Crew, Bec. .   [2017-04-30]. （原始内容存档于2017-04-22） （英语）.
7. ↑  威德勤. . www.jxteacher.com. 江西教师网.   [2017-05-03] （中文（简体））.[]
8. ↑   Poortinga A. . Langmuir. January 20, 2011, 27: 2138–2141. doi:10.1021/la1048419 （英语）.
9. ↑  Droplets bouncing over a vibrating fluid layer - Pablo Cabrera-Garcia, Roberto Zenit
10. ↑  .   [2017-04-23]. （原始内容存档于2017-06-04） （英语）.
11. ↑  .   [2017-04-23]. （原始内容存档于2017-03-14） （英语）.

## 外部連結
- Terry's Antibubbles
- chemistry-chemists.com（页面存档备份，存于）